# زهرة الخطم
زهرة الخَطْم أو سَيْسَم أو حلق السبع أو زهرة حنك السبع أو زهرة التنين (الاسم العلمي: Antirrhinum). جنس نباتات عشبية ليفية مخشوشبة من فصيلة الحملية. أنواعه منها المعمرة والحولية والبرية والتزيبنبة أوراقها السفلى متقابلة الارتكاز أما العليا فمتعاقبة. نصلها يختلف مع الأنواع يكثر فيه الاستطالة. أعطانه الأصيلة المناطق الصخرية في أوروبا والولايات المتحدة وشمال إفريقيا.